# Zimmerwaldobservatorium
Het Zimmerwaldobservatorium (Duits : Observatorium Zimmerwald) is een astronomisch observatorium dat behoort bij de Universiteit van Bern. Het observatorium werd gebouwd in 1956 en ligt op ongeveer 10 km van Bern, in Zimmerwald.
Er bevinden zich 2 telescopen in het observatorium, met respectievelijke lensdoorsnedes van 60 en 40 cm.